# Транспорт в Армении

## Железнодорожный транспорт

### Ширококолейная железная дорога

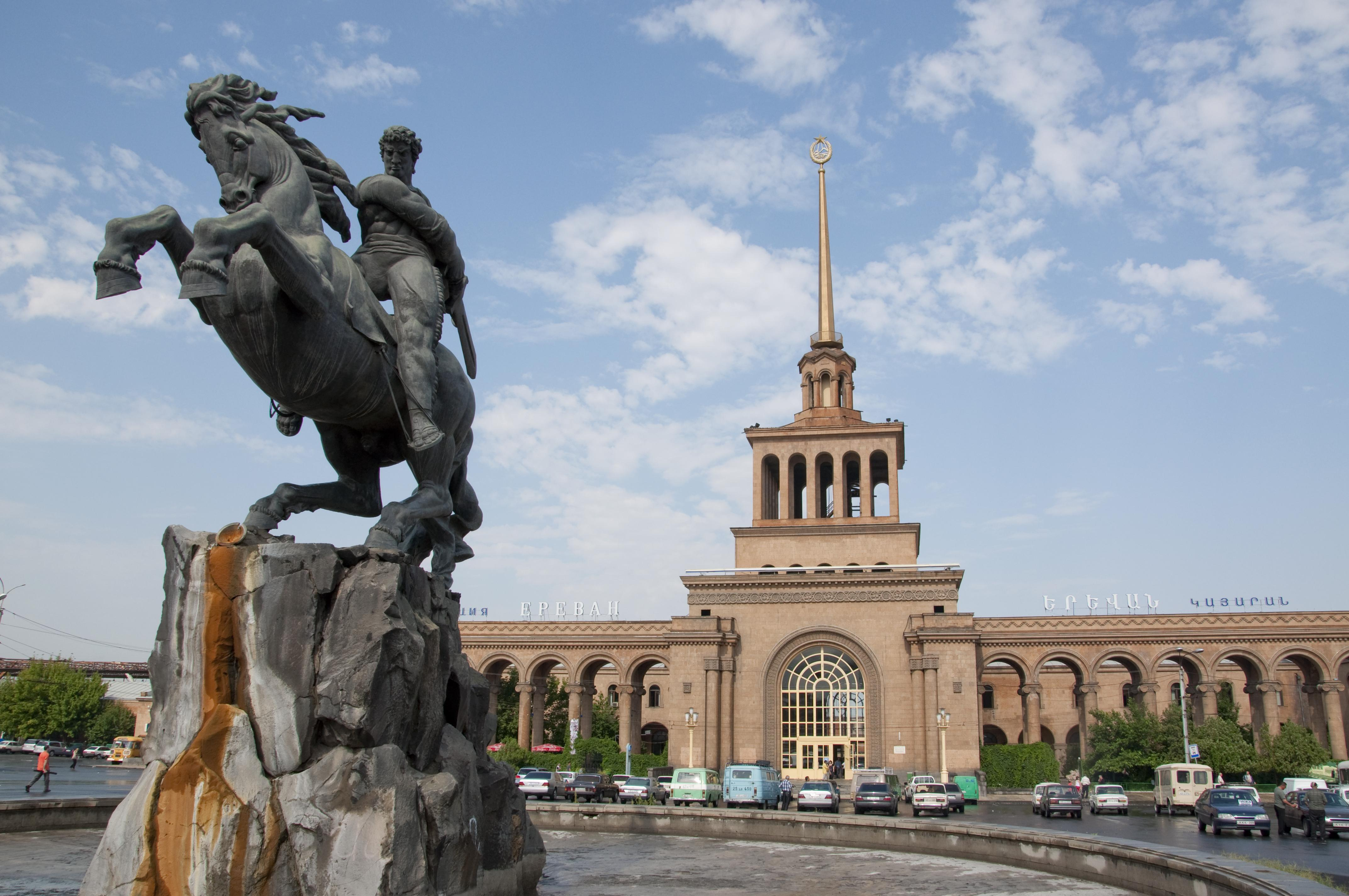
Центральный вокзал, г. Ереван

Армя́нская желе́зная доро́га (арм. Հարավկովկասյան Երկաթուղի) осуществляет перевозки пассажиров в межгосударственных пассажирских поездах дальнего следования, в пригородных пассажирских поездах, а также осуществляет перевозки грузов. Армянская железная дорога принадлежит Южно-Кавказской железной дороге, которая в свою очередь является дочерним предприятием Российской железной дороги.
Длина эксплуатируемых железных дорог составляет 850 км. Расположено 73 станции, из которых 69 действующие и 4 недействующие. Вся железнодорожная сеть электрифицирована. Действуют вокзалы в Ереване, Гюмри и Ванадзоре. 
Есть четыре межгосударственных перехода — Айрум — Садахло (Грузия), Ахурян — Догукапи (Турция), Ерасх — Велидаг (Азербайджан) и Иджеван — Джафарли (Азербайджан). Из них действует лишь переход Айрум — Садахло. Переходы с Азербайджаном закрыты в связи с азербайджанской блокадой из-за Карабахского конфликта. 
В структуру Армянской железной дороги входят три локомотивных и два вагонных депо:
- Санаинское локомотивное депо
- Гюмрийское локомотивное депо
- Ереванское локомотивное депо
- Гюмрийское вагонное депо
- Ереванское вагонное депо

Поезд Ереван - Батуми

В межгосударственном сообщении курсируют поезда в Тбилиси и в Батуми. Действует 11 пригородных поездов, которые курсируют в основном из Еревана или Гюмри. Есть несколько основных действующих железнодорожных веток:
- Канакер (Ереван) — Раздан — Сотк
- Раздан — Иджеван
- Ереван — Масис
- Ерасх — Масис — Армавир — Гюмри
- Армавир — Аршалуйс
- Гюмри — Ахурян
- Гюмри — Маралик
- Гюмри — Ванадзор — Айрум

В связи с переходом Армянской железной дороги под управление структурного подразделения Российской железной дороги — Южно-Кавказской железной дороги ожидалось, но так и не началось активное развитие железнодорожного транспорта.

### Узкоколейная железная дорога

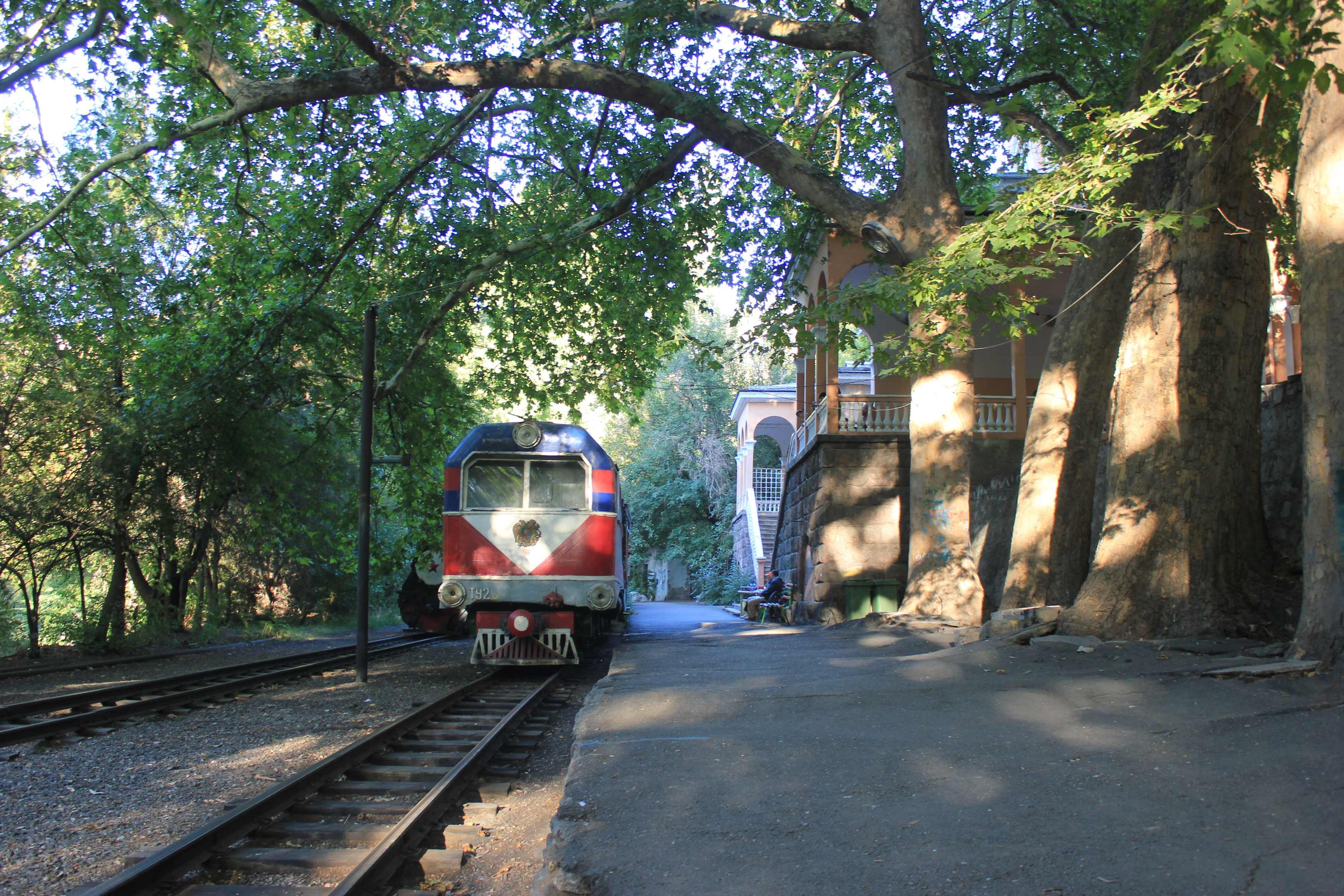
Детская железная дорога, г. Ереван

Узкоколейные железные дороги Армении, в отличие от стандартных ширококолейных не предназначены для перевозки пассажиров в пригородном или в междугороднем сообщении. Первая узкоколейная железная дорога в Армении была открыта в 1906 году в Ереване, это была Эриванская городская конно-рельсовая дорога. Затем во время Первой мировой войны в срочном порядке сооружались военные узкоколейные железные дороги для перевозки солдат, оружия, боеприпасов и провизии Российской империи к русско-турецкому фронту. Впоследствии эти железные дороги оказались на территории Турции, часть из них перешита на широкую колею, а другая разобрана.
Современные узкоколейные железные дороги Армении можно разделить на два вида:
- Детские железные дороги в крупных городах
- Промышленные железные дороги на промышленных предприятиях

## Автомобильный транспорт

### Парк автомобилей
По данным Бюро автостраховщиков Армении, по положению на 1 января 2019 года в стране насчитывается 508 297 единиц транспортных средств с действующим договором ОСАГО.

### Объем перевозок
По данным на июль 2019 года автомобильным транспортом переправляется около 69% всего объема перевозок в Армении. Объем вывезенных товаров в первом полугодии 2019 года вырос по сравнению с предыдущим годом в 2,2 раза.

### Автомобильные дороги

#### Трасса Север-Юг

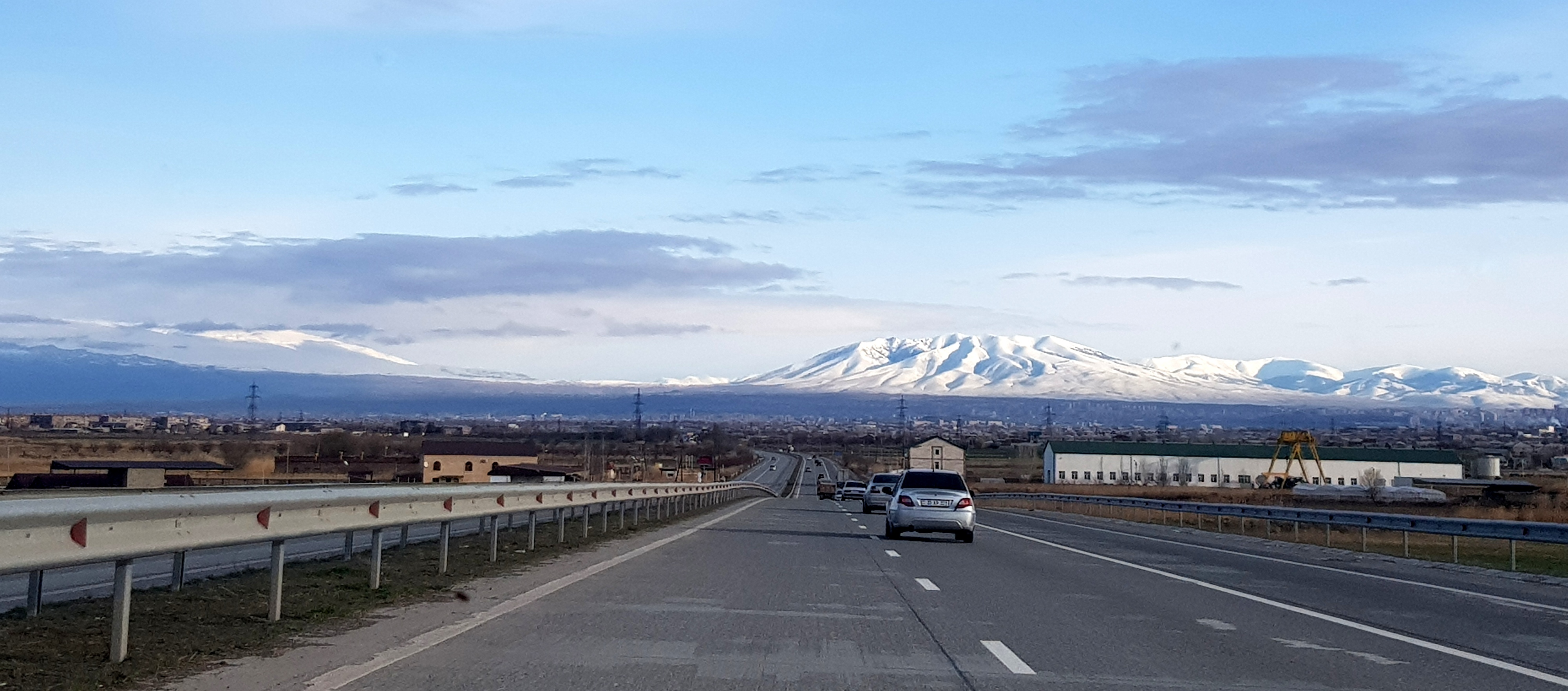
Автодорога М2

Строящаяся трасса Север-Юг свяжет иранскую и грузинскую границы Армении и сократит время в пути почти в два с половиной раза. Дорога проходит от армяно-иранской границы до армяно-грузинской. Новая трасса, а это 470 километров, будет почти на 100 километров короче, чем существующая.
Проект разбит на 5 этапов:
Транш 1. Ереван-Аштарак, Ереван-Арташат (завершен)
Транш 2. Аштарак-Талин (строится)
Транш 3. Талин-Ланджик, Ланджик-Гюмри (строится)
Транш 4. Арташат-Агарак (разрабатывается)
Транш 5․ Объездная дорога Гюмри, Гюмри-Бавра (разрабатывается)
Трасса от армянского города Мегри до грузинского порта Поти имеет стратегическое значение: она соединяет север и юг республики, открывает выход к Чёрному морю и обеспечивает связь европейских и азиатских стран.  
При строительстве этой дороги в Армении впервые решили применить бетонное покрытие. Его преимущество — долговечность. Специалисты уверяют: без капитального ремонта дорога прослужит как минимум четверть века. 

#### Автодорожная сеть

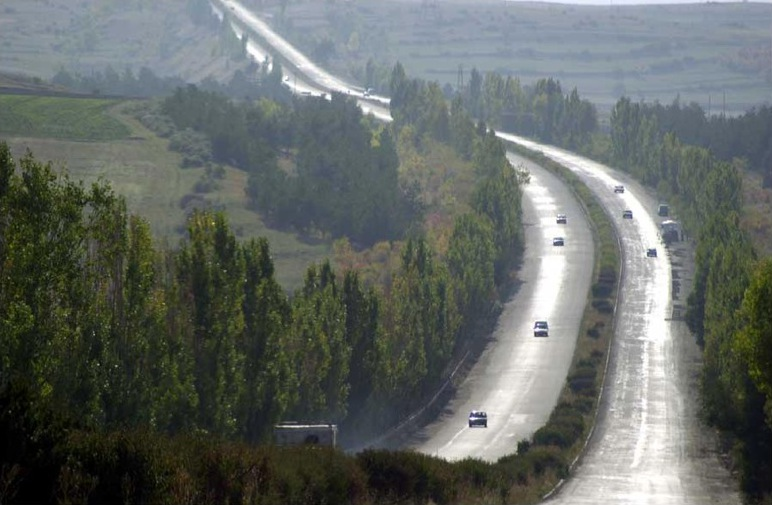
Автодорога в Армении

При наличии слаборазвитой железнодорожной сети, обусловленной сложным горным рельефом, автомобильные дороги Армении имеют решающее значение в социально-экономическом развитии страны. Роль автомобильных магистралей незаменима также и в деле международных перевозок.
Сформировавшаяся в Армении автодорожная сеть общего пользования составляет 8800 км, 99,7 % которых имеет твердое покрытие. .
Мегрийская трасса на участке Ереван — Арарат двойная: к югу в обход городов идёт автомагистраль, а с севера — параллельная ей старая трасса, по которой идут ближние автобусы. 
Автомобильными трассами Армении с наибольшим трафиком являются:
- Ереван — Аштарак — Гюмри — Ахалкалаки
- Ереван — Арарат — Капан — Мегри
- Ереван — Аштарак — Ванадзор — Тбилиси
- Ереван — Севан.
- Ереван — Лачын
- Ереван — Варденис

### Борьба с дорожно-транспортными происшествиями

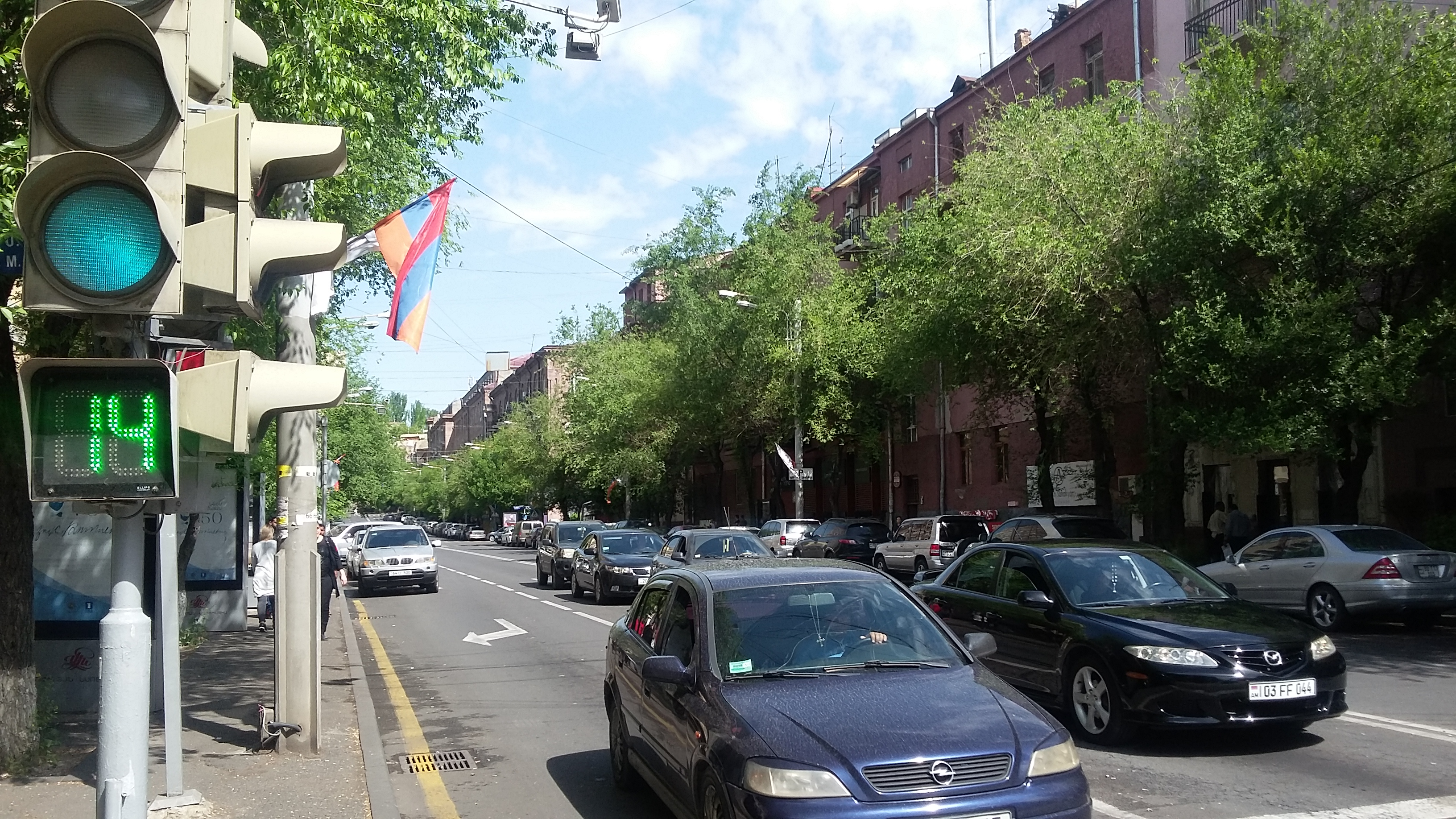
Улица в Ереване

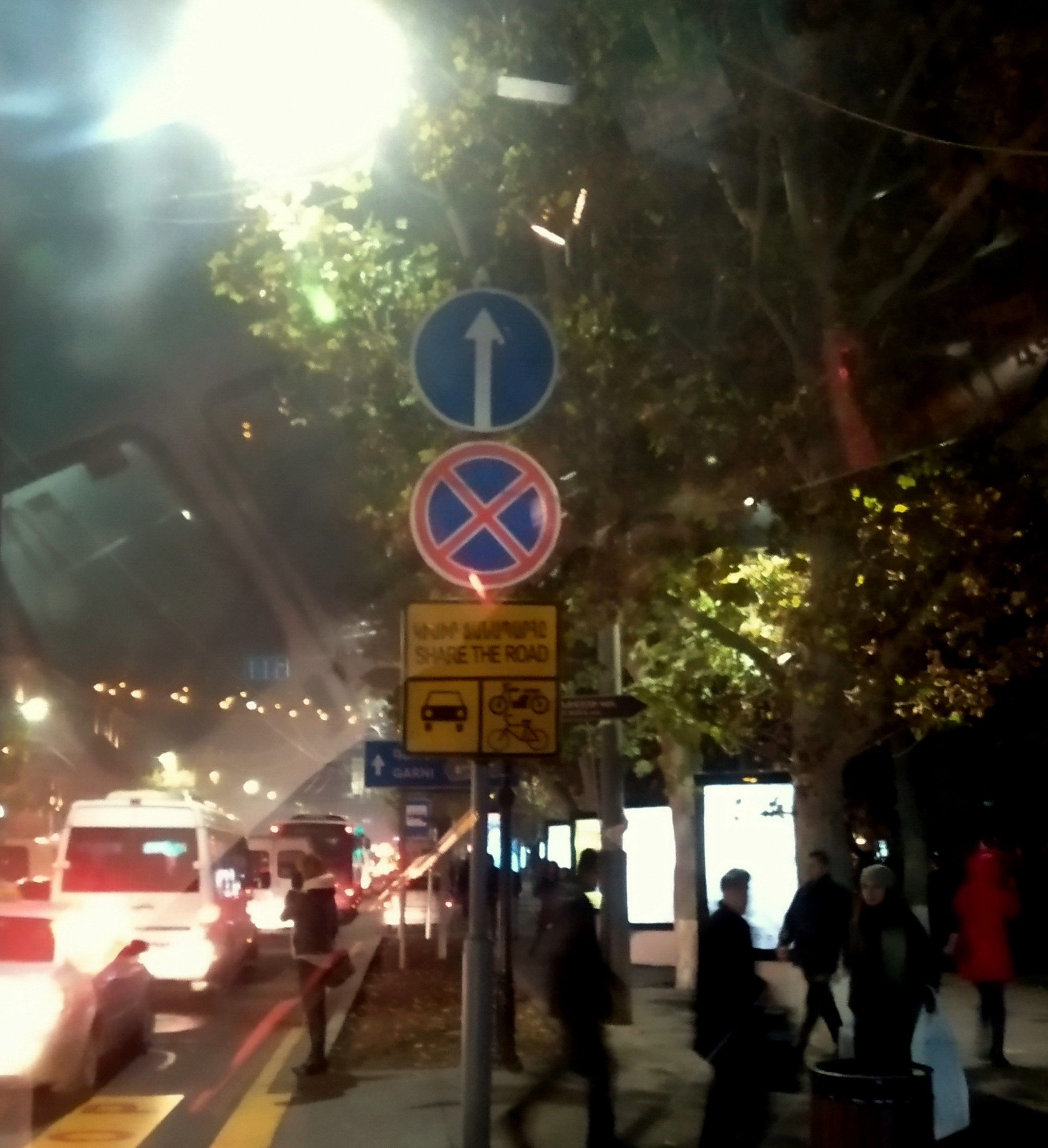
Новые дорожные знаки в Ереване

Актуален вопрос большого количества ДТП, которые сохраняется несмотря на ввод камер наблюдения и измерения скорости.  Правительство предлагает ввод балльной системы для повышения действенности штрафных санкций в социальной группе обеспеченных граждан.
Для более оперативного и адресного реагирования на нарушение правил дорожного движения армянские парламентарии предлагают предоставить право гражданам страны фиксировать нарушения ПДД и передавать фото-видеосъёмку полиции в онлайн режиме. Граждане, скачав специальное приложение, смогут сообщать о таких нарушениях, как проезд на красный свет, выезд на встречную полосу, непропуск пешеходов, разворот там, где это запрещено, а также остановка или парковка в неположенном месте.  Согласно законопроекту, народные инспекторы должны быть зарегистрированы в специальной государственной информационной системе. Данные о бдительных гражданах, которые будут содействовать Полиции без денежной мотивации, будут держаться в строжайшем секрете.
| Год             | Количество | Количество | Количество   |
|                 | ДТП        | Погибших   | Пострадавших |
| 2001            | 1021       | 237        | 1258         |
| 2002            | 1002       | 235        | 1213         |
| 2003            | 1025       | 252        | 1294         |
| 2004            | 1164       | 259        | 1492         |
| 2005            | 1312       | 310        | 1773         |
| 2006            | 1574       | 332        | 2089         |
| 2007            | 1943       | 371        | 2720         |
| 2008            | 2202       | 407        | 3125         |
| 2009            | 2002       | 325        | 2753         |
| 2010            | 1974       | 294        | 2670         |
| 2011            | 2319       | 327        | 3354         |
| 2012            | 2602       | 311        | 3739         |
| 2013            | 2824       | 316        | 3994         |
| 2014            | 3156       | 297        | 4479         |
| 2015            | 3399       | 346        | 4738         |
| 2016            | 3203       | 267        | 4451         |
| 2017            | 3535       | 279        | 5179         |
| 2018            | 5950       | 343        | 4111         |
| 2019, I-III кв. | 3444       | 253        | 4959         |
| Всего           | 45651      | 5761       | 59391        |

## Авиационный транспорт
В условиях блокады со стороны Турции и Азербайджана, а также нестабильной ситуацией на грузино-российской границе, авиационный транспорт, фактически является основным видом международных пассажирских перевозок. В настоящее время в Армении выполняют постоянные пассажирские рейсовые авиаперевозки два аэропорта — Международный аэропорт «Звартноц», Ереван и Аэропорт «Ширак», Гюмри. 
В первом полугодии 2019 года количество пассажиров воздушного транспорта выросло по сравнению с первым полугодием 2018 года на 28%. 

### Аэропорт «Звартноц»,Ереван

Новый терминал аэропорта Звартноц, г. Ереван.

Международный аэропорт «Звартноц», который расположен в 10 км к западу от Еревана является главными воздушными воротами Республики Армения. Из аэропорта совершаются рейсы в 70 городов мира. Аэропорт был построен в 1961 году по плану архитекторов А. Тарханяна, С. Хачикяна, Л. Черкезяна, Ж. Шехляна и конструктора С. Багдасарянa. Из в Ереван регулярно курсируют автобусы и маршрутки. На такси прямо из аэропорта можно попасть в любую точку Республики Армении, непризнанной Нагорно-Карабахской Республики и Грузии. В 1998 году был открыт новый грузовой терминал. В 2001 году аэропорт был передан в аренду на 30 лет аргентинской компании «Аэропуэртос Архентина 2000». В 2004 году началось строительство нового международного терминала. Летом 2007 года новый терминал был открыт.

### Аэропорт «Ширак»,Гюмри
Архитекторы — Христафорян Л. Ш.,Асратян Р. Г.,Мушегян Г. Н. , Конструкторы — Тосунян Э. Н.,Татевосян В. Г.

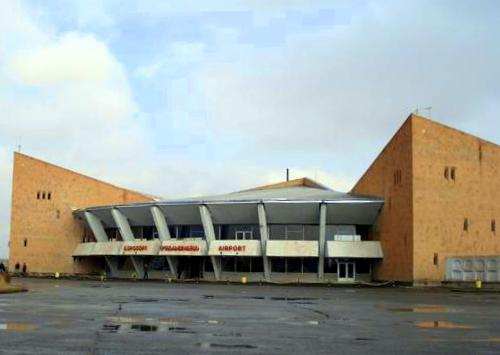
Аэропорт г. Гюмри

Аэропорт «Ширак» расположен в 5 км от второго по величине города в Армении — Гюмри, который также является административным центром Ширакской области. На данный момент аэропорт «Ширак» является вторым и последним аэропортом в Армении, который совершает постоянные регулярные пассажирские авиаперевозки. Из Гюмри регулярными рейсами можно улететь лишь в Москву, Сочи и Ростов-на-Дону. Аэропорт расположен в северо-западной части современной Армении и является более удобным, чем ереванский «Звартноц» для жителей северной Армении, а также более удобной, чем тбилисский аэропорт для жителей Джавахети. В настоящее время аэропорт находится под управлением компании «Аэропуэртос Архентина 2000» и ведутся работы по модернизации аэропорта (в частности была улучшена взлётно-посадочная полоса, улучшено освещение, а также основной терминал). Компания «Аэропуэртос Архентина 2000» намерена инвестировать $10 миллионов в этом году, чтобы начать программу модернизации и на протяжении ближайших лет будет инвестировано больше, чтобы аэропорт полностью соответствовал международным стандартам.

### Аэропорт «Эребуни»,Ереван
Аэропорт «Эребуни» является вторым аэропортом Еревана, который расположен в черте столицы, в 7 км к югу от центра города. Из аэропорта не осуществляются регулярные пассажирские авиаперевозки и аэропорт больше используется для военных нужд, на нём базируется авиация ВВС Армении и ВВС России, которые совместно проводят дежурство по охране южных рубежей стран-участников ОДКБ. Из аэропорта совершаются частные пассажирские чартерные рейсы в страны СНГ.

### Другие аэропорты и аэродромы

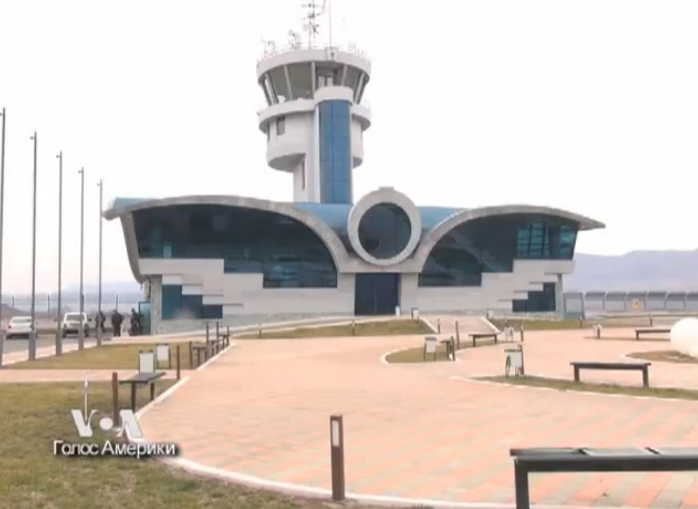
Аэропорт г. Степанакерт

Другие аэропорты не используются для перевозки пассажиров. Существуют аэропорты в городе Степанаван (провинция Лори), в городах Гавар и Варденис (Гегаркуникской области), в городе Джермук провинции Вайоц-Дзор, в городах Сисиан, Горис, Агарак и Капан провинции Сюник, а также в городе Берд провинции Тавуш. 
В 2012 г. Правительство Армении заявило о готовящейся реконструкции и эксплуатации пассажирского аэропорта в курортном городе Джермук, что в немалой степени должно способствовать развитию туризма в провинции Вайоц-Дзор, богатой архитектурными и природными достопримечательностями. Успешно обстоят дела с военным аэропортом в Арзни, который используется в качестве тренировочной базы ВВС Армении. В 2012 году правительство Нагорно-Карабахской Республики ввело в эксплуатацию Степанакертский (Ходжалинский) аэропорт, однако он не принимает рейсы ввиду запрета Азербайджана использовать воздушное пространство над Карабахом и угроз применения силы против воздушных судов которые нарушат запрет.
В советское время в Армении аэродромы имелись практически во всех районных центрах и из них регулярно совершались авиарейсы, как по республике, так и в другие республики СССР.

## Водный транспорт

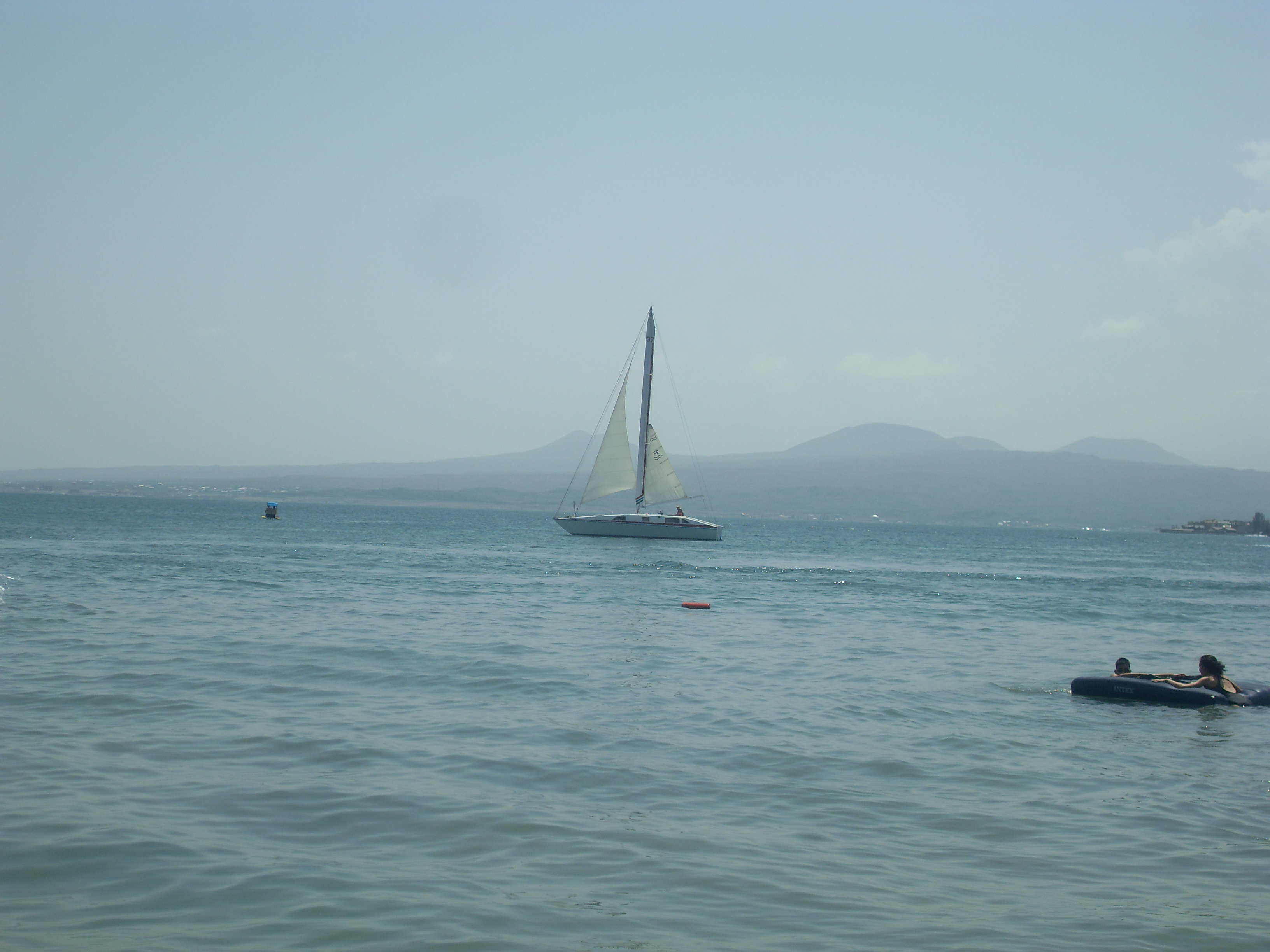
Яхта на Севане

На озере Севан и на других водоёмах есть любительские яхты, катера, лодки и другие плавсредства. 

## Городской транспорт

### Метрополитен

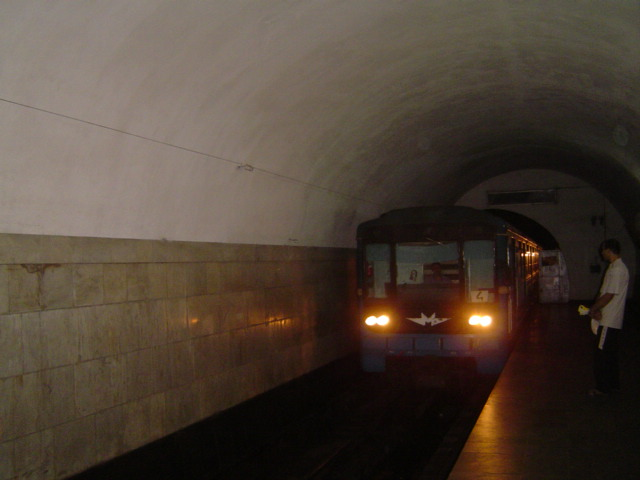
Электропоезд ереванского метрополитена прибывает на станцию.

Метрополитен в Армении действует в столице — городе Ереване. Столичный метрополитен был открыт 7 марта 1981 года и состоит из одной линии с десятью станциями, а также дополнительной однопутной веткой. Первым действующим отрезком метрополитена стал отрезок станция «Дружба» (с арм. — «Барекамутюн») — станция «Давид Сасунский» (с арм. — «Сасунци Давид»). Длина метрополитена составляет 13,4 км. За год пассажиропоток составляет 21 млн пассажиров. В связи с низким пассажиропотоком на линии используются двухвагонные составы из вагонов типа 81-717/714. Остальные вагоны простаивают в депо «Шенгавит». Стоимость проезда составляет 100 драм. Метрополитен соединяет северо-западную часть города через центр с южной частью города. Метро в Ереване работает с 6:30 до 23:30.
Перспективно планируется строительство перпендикулярной, второй линии Ереванского метрополитена в сторону Давиташена.  
Ранее планировалось к 2015 г. построить ветку Ереванского метрополитена от станции Чарбах до международного аэропорта Звартноц.

### Троллейбус

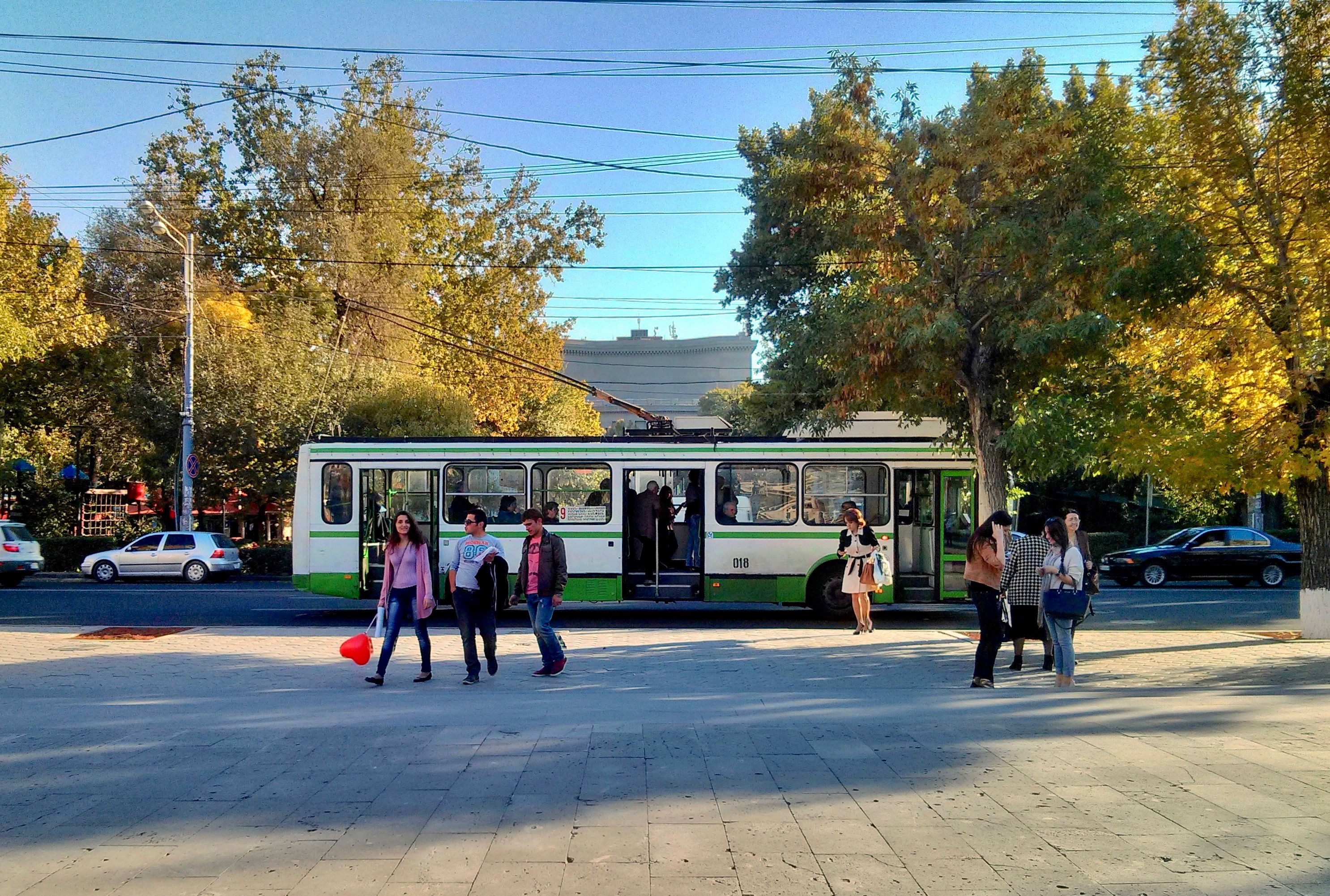
Троллейбус в Ереване

В 1949 году в Ереване был открыт первый троллейбусный маршрут. Первый троллейбусный парк для него был открыт в 1957 году. Троллейбус быстро развивался в Ереване. Со строительством новых жилых массивов туда сразу же прокладывали троллейбусную линию. К концу 2006 года в Ереване осталось чуть более 50 троллейбусных машин. Если в советские времена максимальное количество троллейбусных линий достигало 27, то сегодня осталось лишь 7, выпуск на которые может достигать от одного и до 16 троллейбусов. Имеется два троллейбусных депо. В центре города и вдоль базаров контактная сеть перевешена на 2-й, 3-й ряды, так как на оживленных магистралях вдоль обочин скапливаются различный автотранспорт и маршрутные такси, которые не уступают место троллейбусу. В 2005—2006 гг. в центре Еревана были установлены остановочные указатели, изготовленные по европейскому образцу. Проезд оплачивается при выходе, а стоимость проезда составляет 50 драм. В 2005 и в мае 2006 г. в Ереван поступила партия из троллейбусов Renault, подаренных властями французского города Лиона. А в сентябре 2007 года было куплено 18 новых троллейбусов марки «ЛиАЗ» 2007 года выпуска, привезенных из Волгограда.
Второй город Армении, в котором появился троллейбус является Гюмри. Троллейбусная линия была открыта в 1962 году. В 1990-е годы город был опоясан троллейбусными маршрутами. Линии пролегали по всем основным улицам города с ответвлениями в сторону аэропорта, жилых районов, рынка, железнодорожной станции. 18 троллейбусов обслуживали 4 городских маршрута. В конце 90-х годов троллейбусы перестали стабильно выходить на маршруты, и люди пересели на маршрутные такси. В 2005 году функционирование троллейбусов в Гюмри прекратилось.

### Трамвай
Единственным городом Армении, где когда-либо эксплуатировался трамвай был Ереван. 29 сентября 1906 года была открыта Эриванская городская конно-рельсовая дорога предпринимателя Мирзояна. Данный вид узкоколейного конного трамвая существовал до августа 1918 года, когда вследствие войны трамвай был разрушен.
С 1932 года был произведён запуск трамвая по широкой колее электротягой. Число трамвайных вагонов в среднем каждые пять лет увеличивалось на 25 %, и если в 1933 году оно составляло 16, то в 1945 году уже 77 вагонов, а в 1965 году — 222 единицы подвижного состава. Использовалось два вида трамваев — 71-605 и РВЗ-6М2. В связи с тем, что затраты на трамвай были выше в 2,4 раза по сравнению с автобусами, а также в связи с дорогой электроэнергией и проблемами, которые создавал трамвай во время прохождения Киевского моста в Ереване, 21 января 2004 года движение трамваев в Ереване было официально закрыто. Большая часть путей разобрана, трамваи разрезаны на металлолом, трамвайное депо используется различными частными предприятиями, а подстанция обслуживает троллейбусы.

## Трубопроводный транспорт

### Нефтепроводы
В Армении отсутствуют магистральные нефтепроводы. В 2008 году в Тегеране в ходе встречи министра энергетики РА А. Мовсисяна с министром иностранных дел Ирана Манучером Моттаки была достигнута предварительная договоренность о строительстве нефтепровода Тебриз — Мегри — Каджаран — Ерасх из Ирана в Армению. Тогда же стоимость нефтепровода оценивалась в $240 млн. Начало строительства было намечено на осень 2012 года. Трубопровод диаметром 8 дюймов (203мм) и протяженностью 365 км предполагалось сдать в эксплуатацию в 2014 году. По подписанному соглашению в феврале 2012 года Иран планирует поставлять в Армению 1.5 млн литров бензина и дизтоплива в день.

## Другой транспорт

### Канатные дороги с кабинками
Канатные дороги в Армении есть в Цахкадзоре (туристический центр в Котайкской области), Джермуке (туристический центр в Вайоцдзорской области), Алаверди (туристический центр в Лорийской области), в октябре 2010 года была открыта самая длинная Татевская канатная дорога в мире к Татевскому монастырю (туристический центр в марзе Сюник). Действуют также товарные канатные дороги, например рядом с городом Каджараном (обслуживает горную промышленность в Сюникской области).

#### В Татеве

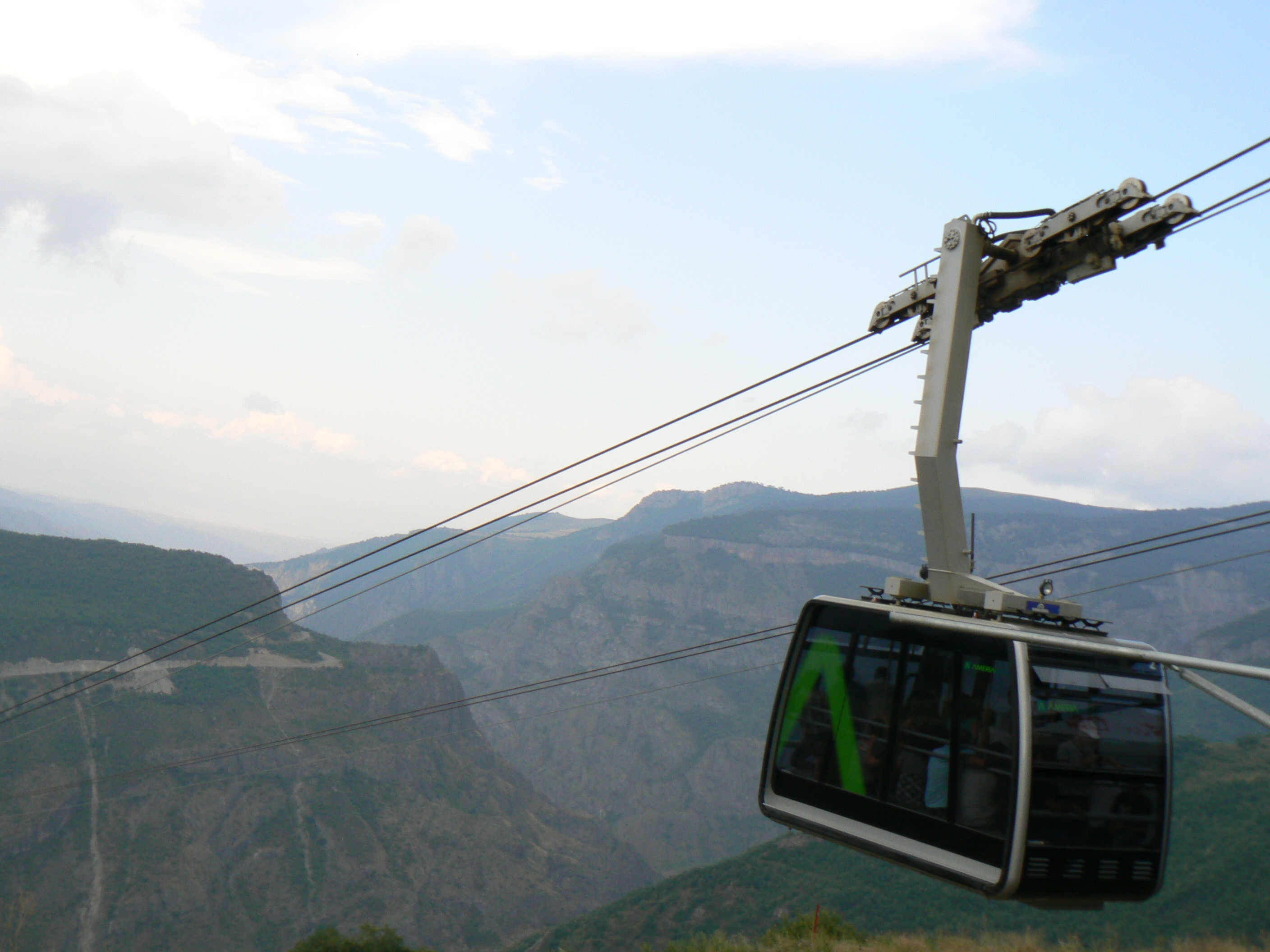
Канатная дорога в Татевский монастырь

В рамках проекта «Возрождение Татева» состоялось открытие построенной швейцарской фирмой «Гаравента» самой длинной в мире пассажирской канатной дороги маятникового типа, получившей название «Крылья Татева», соединяющей через Воротанское ущелье с одной промежуточной станцией села Алидзор и Татев.

#### В Ереване
Канатная дорога соединяла квартал Норк с центром города. Это интересное инженерное сооружение позволило сократить более чем в 5 раз, по сравнению с автомобилем, время пути. На канатной дороге устроены две станции, одна на стыке улиц Налбандяна и Чаренца, другая — на Норкском плато. Расстояние между станциями 540 метров при разнице высот — 109 метров. Вагонетка проходила это расстояние за 2,5 минуты. На канатной дороге в Ереване 2 марта 2004 года с большой высоты обрушился вагон, в котором находились 8 человек. В результате трагедии 3 человека погибли, 5 — ранены. По словам специалистов, работающих на месте аварии, версия перегрузки вагона, рассчитанного на 25 пассажиров, исключается. В связи с инцидентом подвижные механизмы канатной дороги демонтированы и она с тех пор не эксплуатируется.
Согласно главному архитектору города иностранные инвесторы могут быть привлечены к строительству новой канатной дороги в столице. Планируется разрешить инвесторам построить торговый центр на территории Второго массива и гостиничный комплекс неподалёку от центра города у сквера Абовяна при условии соединения этих двух объектов канатной дорогой транспортного значения. В дальнейшем предполагается расширить канатку в сторону парка "Победы". 

#### В Алаверди

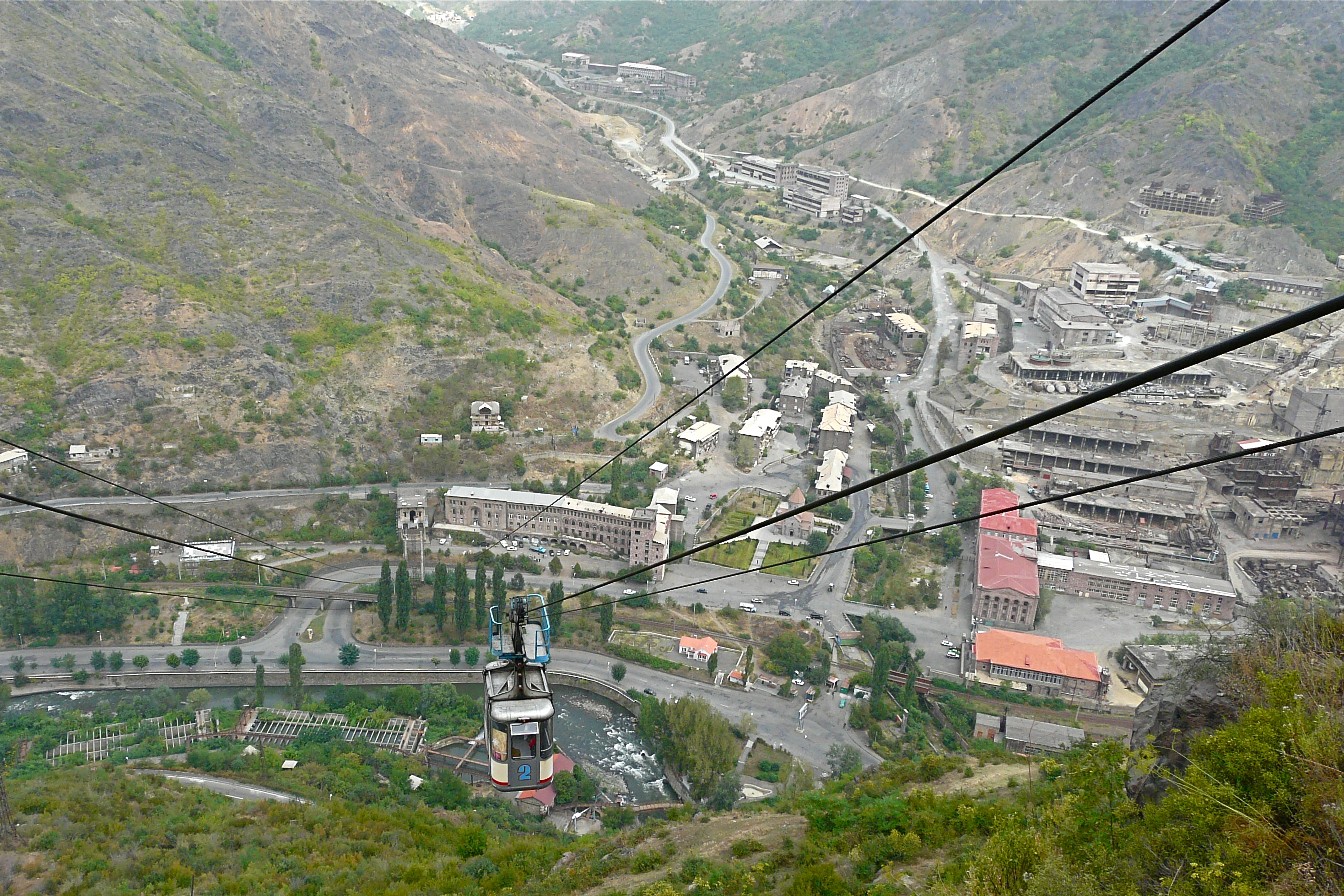
Канатная дорога в г. Алаверди

Канатная дорога соединяет город Алаверди, который расположен в низменности, на левом берегу реки Дебед с монастырями Санаин и Ахпат, которые находятся на возвышенности. Оба монастыря входят в список Всемирного наследия ЮНЕСКО. Стоимость проезда составляет 100 драм. Максимальная вместимость — 13 человек. На дистанции курсируют два вагончика, которые отправляются друг другу навстречу. Вагончики отправляются по заполнению, но интервал движения составляет не реже 7 минут.

### Кресельные канатные дороги

#### В Цахкадзоре

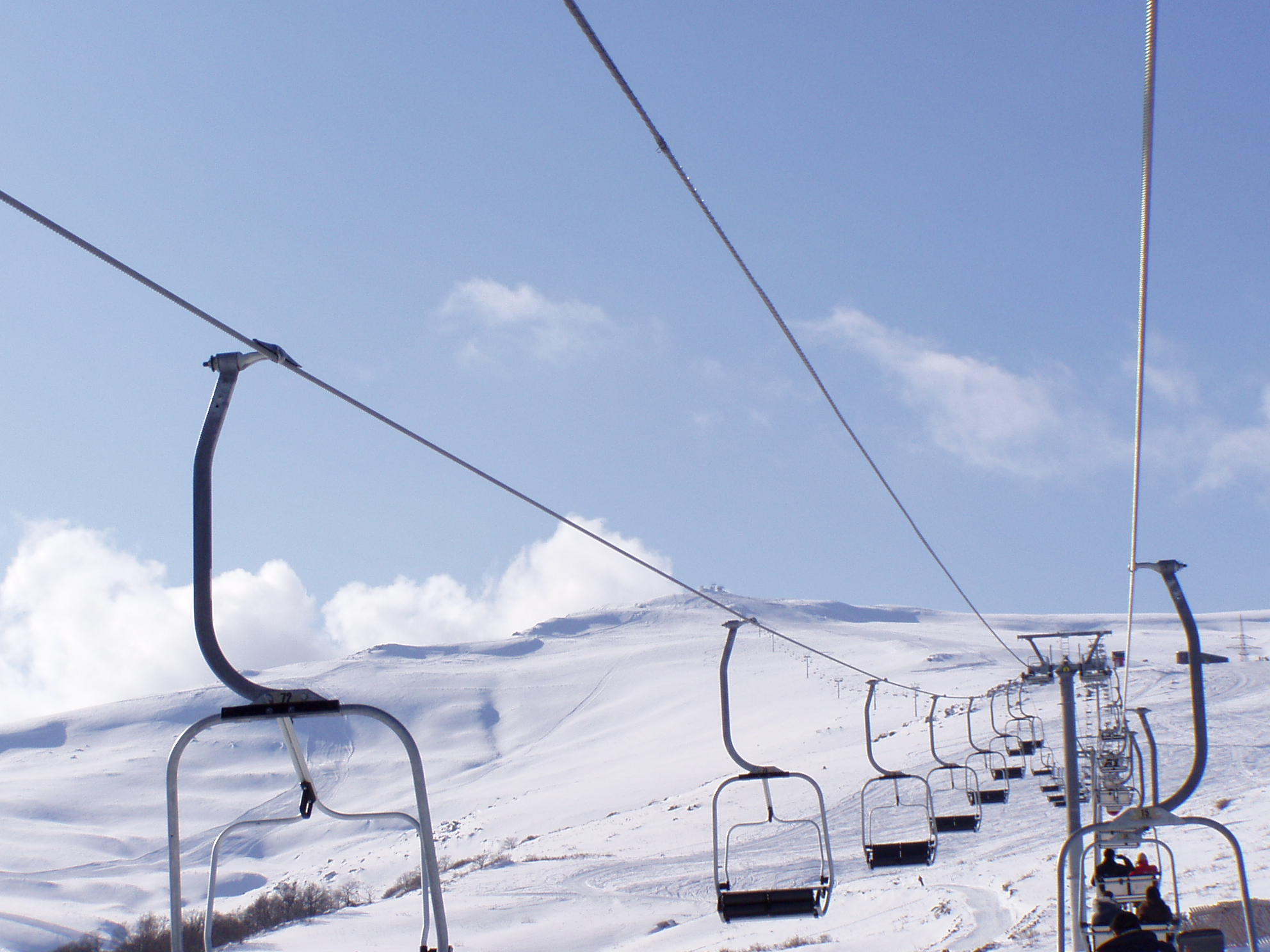
Кресельная канатная дорога в Цахкадзоре

Одной из туристических достопримечательностей Цахкадзора является канатная дорога протяжённостью 6 км вдоль горы Тегенис. Канатно-кресельная дорога в Цахкадзоре была открыта в 1969 году. Горнолыжный комплекс в Цахкадзоре считается лучшим на Южном Кавказе. Пропускная способность составляет 1000 человек в час. Ныне действуют пять линий, на открытии последней присутствовал Президент Армении.

#### ВДжермуке

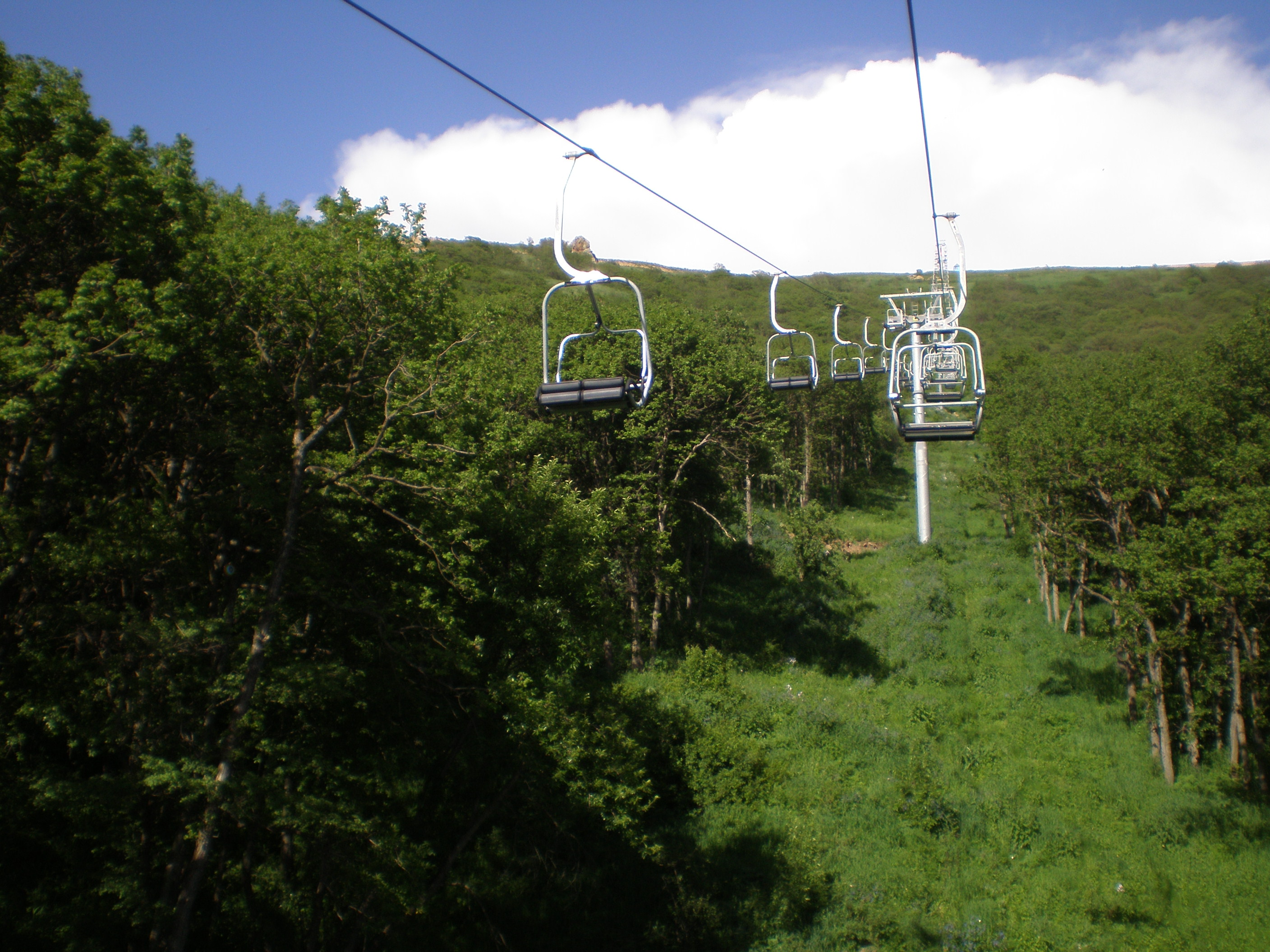
Кресельная канатная дорога в Джермуке

В ноябре 2007 года в городе Джермук была открыта первая очередь канатной дороги. Подъёмник двухкресельный, с общим количеством мест — 200. Расстояние почти от любой гостиницы до канатной дороги — около километра.
Президент Серж Саргсян 7-8 ноября 2008 года с двухдневным рабочим визитом находился в городе Джермук, знакомясь с осуществлёнными в городе широкомасштабными работами. Президент побывал на территории канатной дороги, осмотрел нулевую станцию, ознакомился с работами по строительству новой горнолыжной трассы и благоустройству прилегающей к канатной дороге территории. Для последней израсходовано 70 миллионов драм, а на строительство новой горнолыжной трассы — порядка 200 млн драм. Серж Саргсян осмотрел капитально отремонтированную дорогу длиной 3,7 км, связывающую джермукский квартал Кечут с левосторонней частью города. Согласно программе развития Джермука до 2012 года ежегодное число туристов в городе планируется довести до 100 тыс., а прибыль туристической индустрии в городе — до 100 млн долл. США.